# جیمز رنویک (آب و هواشناس)
جیمز آرتور رنویک یک محقق آب و هوا و به‌خصوص آب و هوای نیوزیلند می باشد. وی استاد جغرافیای فیزیکی در دانشگاه ویکتوریا ولینگتون می باشد و متخصص در دگرگونی آب و هوایی در مقیاس گسترده می باشد. جاسیندا آردرن جایزه علمی نخست وزیر نیوزلند را برای ارتباطات در سال ۲۰۱۸ کسب نمود . 

## حرفه

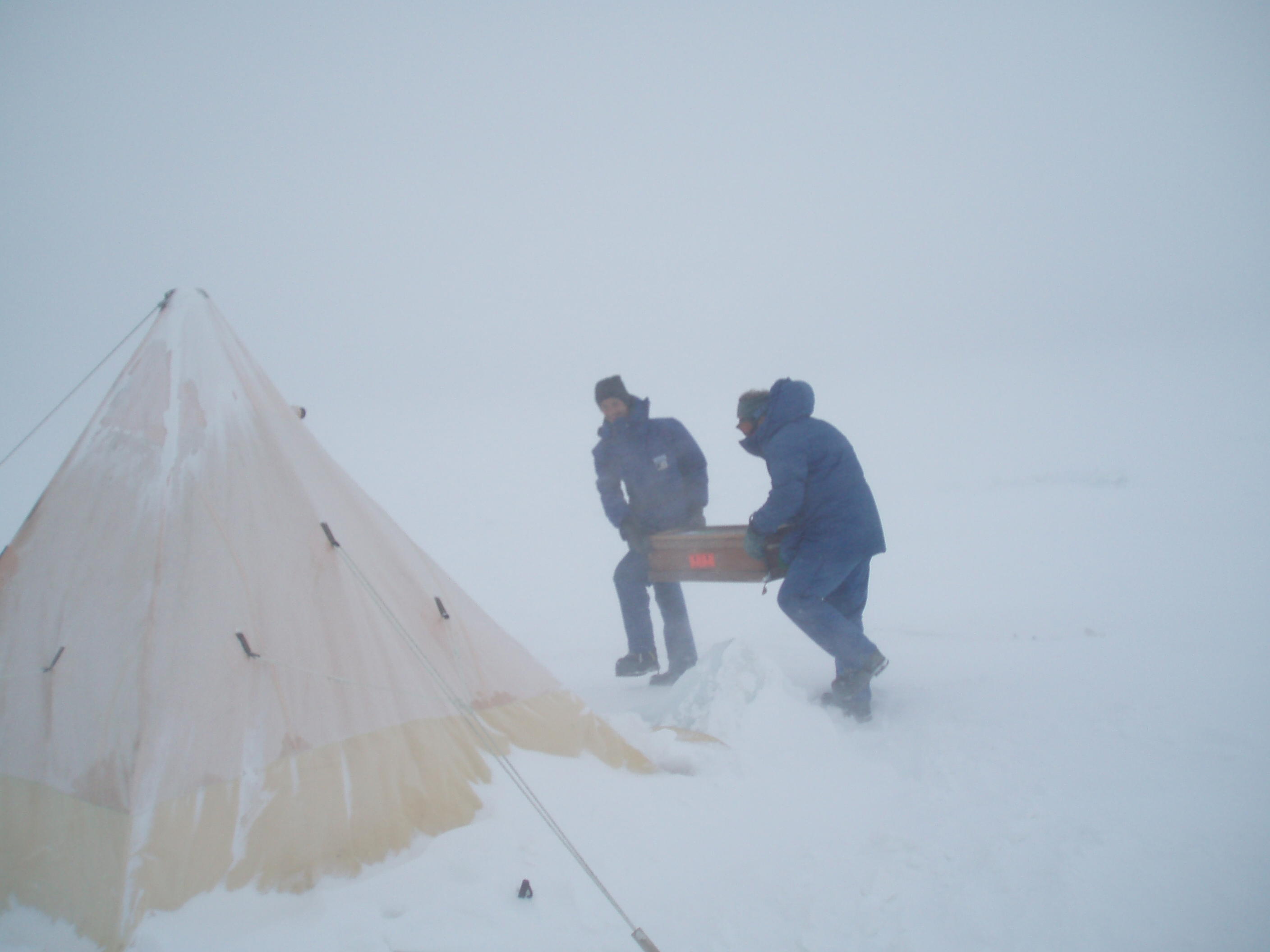
استفان پوپینت و جیمز رنویک ابزار های اقیانوس شناسی را در شرایط ناسزگار روی یخ دریا مک موردو ساوند در طی پیشامد علمی کی ۱۳۱ ۲۰۰۵ حرکت می دهند.

او کار خودش را به عنوان عاقبت اندیشی آب و هوا در سرویس هواشناسی نیوزلند (از سال۱۹۷۸تا سال۱۹۹۱) شروع نمود. از آنجا به عاقبت اندیشی فصولی و تحقیقات تحولات آب و هوا در مؤسسه ملی تحقیقات آب و جو (از سال۱۹۹۲تا سال۲۰۰۲) و بعدها به سوی تعلیم و پژوهش کنونی خود در دانشگاه ویکتوریا ولینگتون رفت . وابستگی او مثل دگرگونی آب و هوای نیمکره جنوبی (همانند چرخه ال نینو / لا نینا و بادهای غربی در عرض جغرافیایی متوسط) و تأثیرات دگرگونی آب و هوا و تغییرات در نیوزیلند می باشد. 
وی همچنین در واکنش با آب و هوا و یخ دریا مشغول کار است.  وی رئیس انجمن دانشمندان نیوزلند از ۲۰۰۹ تا ۲۰۱۱ بود. 

### پیوند های علمی
وی یک پیوند علمی مشهور در نیوزلند می باشد. در اتکای جایزه علمی نخست وزیری او در سال ۲۰۱۸ برای ارتباطات  این گونه آمده که وی "با گرمی، بذله گویی و مثبت ارتباط برقرار می نماید، در حالی که همیشه در باره خطیر بودن موضوع سخن می گوید". او علوم اقلیمی را در گرایش هنر از راه ابتکاری به اسم آهنگ صفر پیوند می دهد.  